# Oscar Heinrich Dumrath

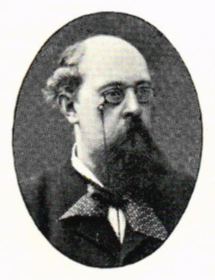
Oscar Heinrich Dumrath.

Oscar Heinrich Dumrath, född 24 januari 1844 i Stockholm, död 9 januari 1929 på Guldbröllopshemmet i Stockholm, var en svensk författare och översättare.
Dumrath påbörjade studier i medicin vid Uppsala universitet men avbröt dem i förtid. I stället bearbetade och sammanställde han under 1800-talets slut och 1900-talets början många populärvetenskapliga böcker inom flera områden, bland annat antropologi, medicin och historia.
Som översättare var han verksam från 1880-talet och framåt och översatte såväl facklitteratur (i synnerhet medicin) som skönlitteratur; ofta använde han då endast initialerna O.H.D.